# ZooCube
ZooCube är ett pusseldatorspel som utvecklats av PuzzleKings och släpptes 2002 av Acclaim Entertainment. Det var det första pusselspelet för Nintendo Gamecube. Den släpptes också för PlayStation 2 2006 av Midas Interactive Entertainment.